# Италик
Италик (Italicus) е княз на херуските.
Син е на Флав и внук на херуския княз Сегимер и племенник на Арминий).
Баща му е по-малкият брат на Арминий и офицер в римската войска и през 16 г. загубва едното си око в битки за Рим.
Италик расте на римска територия, вероятно в Равена. През 47 г. е избран по предложение на Рим за княз на херуските на римска територия.